# Архиепархия Тричура
Архиепархия Тричура (лат. Archieparchia Trichuriensis) — архиепархия Сиро-малабарской католической церкви c центром в городе Триссур, Индия. В митрополию Тричура входят епархии Иринджакалуды, Палаккада, Раманатхапурама. Кафедральным собором архиепархии Тричура является церковь Пресвятой Девы Марии Лурдской.

## История
20 мая 1887 года Римский папа Лев XIII выпустил бреве Quod iam pridem, которой учредил апостольский викариат Тричура, выделив её из архиепархии Вераполи. 
28 июля 1896 года епархия апостольский викариат Тричура передала часть своей территории апостольскому викариату Эрнакулама (сегодня – Архиепархия Эрнакулам — Ангамали). 
21 декабря 1923 года Римский папа Пий XI издал буллу Romani Pontifices, которой преобразовал апостольский викариат Тричура в епархию, присоединив её к митрополии Эрнакулама. 
27 июня 1974 года и 22 июня 1978 года епархия Тричура передала часть своей территории для возведения новых епархий Палаккада и Иринджалакуды.
18 мая 1995 года Римский папа Иоанн Павел II выпустил буллу Ad augendum spirituale, которой возвёл епархию Тричура в ранг архиепархии. 

## Ординарии архиепархии
- епископ Giovanni Menachery  (11.08.1896 – 19.12.1919);
- епископ Francesco Vazhapilly (5.04.1921 – 12.05.1942);
- епископ George Alapatt  (11.03.1944 – 14.06.1970);
- архиепископ Joseph Kundukulam  (4.06.1970 – 11.11.1996);
- архиепископ Jacob Thoomkuzhy (11.11.1996 – 22.06.2007);
- архиепископ Andrews Thazhath (22.01.2007 – по настоящее время).

## Источник
- Annuario Pontificio, Ватикан, 2011
- Бреве Quod iam pridem Архивная копия от 16 июля 2012 на Wayback Machine, ASS 19 (1886-1887), стр. 513-514  (лат.)
- Булла Romani Pontifices Архивная копия от 3 марта 2013 на Wayback Machine, AAS 16 (1924), стр. 257  (лат.)
- Булла Ad augendum spirituale Архивная копия от 14 декабря 2013 на Wayback Machine  (лат.)